# 中富 (君津市)
中富（なかとみ）は、千葉県君津市の地名。丁番を持たない単独町名で、郵便番号は299-1132。

## 地理
市内北西部の小糸川下流に位置する。地区は北西側（主に小糸川右岸、北緯35度19分57秒 東経139度52分48秒）と南東側（主に小糸川左岸、北緯35度19分31秒 東経139度53分9秒）の2つの地域に分かれている。
一帯は小糸川河岸の平地で、住宅地が主体であるが、左岸側には水田も見られる。
北西側の地域は北で大和田、東で中野、南で下湯江、西で人見とそれぞれ接する。また南東側の地域は北で中野、南から西にかけて下湯江、東で貞元とそれぞれ接する（いずれも君津市）。

### 河川
- 小糸川

## 歴史
かつては中留とも呼ばれた。

### 沿革
- 江戸時代 - 周淮郡中富村が成立する。
- 1873年（明治6年） - 中富村、千葉県に所属。
- 1889年（明治22年）4月1日 - 町村制施行により周淮郡貞元村大字中富となる。
- 1897年（明治30年）4月1日 - 貞元村、郡統合により君津郡所属となる。
- 1954年（昭和29年）3月31日 - 貞元村と君津町（初代）・周南村が合併し君津郡君津町（2代目）が成立、同町の大字となる。
- 1970年（昭和45年） - 地内の小糸川堤防が豪雨により決壊、地内の広域が浸水する。
- 1971年（昭和46年）9月1日 - 君津町が市制施行し、君津市となる。
- 1981年（昭和56年） - 一部が大和田4丁目・5丁目に分割される。

## 世帯数と人口
2017年（平成29年）10月31日現在の世帯数と人口は以下の通りである。
| 大字 | 世帯数  | 人口  |
| ---- | ------- | ----- |
| 中富 | 400世帯 | 915人 |

## 小・中学校の学区
市立小・中学校に通う場合、学区は以下の通りとなる。
| 番地        | 小学校             | 中学校               |
| ----------- | ------------------ | -------------------- |
| 870〜1045番 | 君津市立周西小学校 | 君津市立周西南中学校 |
| その他      | 君津市立貞元小学校 | 君津市立君津中学校   |

## 交通
地内を通る鉄道路線はない。最寄駅は内房線君津駅。

### バス
- 日東交通
  - 富津市役所・君津駅線 大貫駅東口行・君津駅南口行
- 高速バス（日東交通・京成バス）
  - 君津〜東京線 青堀駅行・東京駅八重洲口前/東雲車庫行

かつては君津市コミュニティバスの路線も地内を通っていたが、2013年（平成25年）1月27日のルート変更により地内の区間は廃止された。

## 施設
北西側
- 富士見公園
- アベイル君津店
- マクドナルド君津中富店
- としまや弁当君津中富店

南東側
- 富西寺
- 石上神社